# Clareton (parish)
Clareton var en civil parish från 1866 till 1888 då den blev en del av Coneythorpe and Clareton, i grevskapet West Riding of Yorkshire (nu North Yorkshire), i England. Civil parish var belägen 22 km från York och hade 15 invånare år 1881.